# Орден Спасителя
Орден Спасителя (грец. Τάγμα του Σωτήρος) — вища державна нагорода Грецької Республіки.

## Історія
Орден було започатковано першим грецьким королем Оттоном 20 травня 1833 року як нагадування про визволення Греції з Божої милості.
Після встановлення у Греції республіки 1973 року орден розділився на дві частини: королівську та республіканську. Королівська частина вручається скинутим королем Костянтином II (знаки ордена мають корону), а республіканська вручається Президентом грецької республіки (замість корони знаки республіканського ордена включають лавровий вінець).

## Положення про нагороду
За первинним статутом орден вручався грецьким підданим за видатні заслуги у війні за незалежність чи внесок у визволення Греції, особам, які відзначились на службі в армії, на флоті, на дипломатичній, адміністративній службі, в науках і мистецтві чи інших галузях суспільного життя. Він також вручався за заслуги перед троном і за діяння, що прославляють Грецію та сприяють її процвітанню.
Іноземці, що підпали під одну з зазначених категорій, або мають особисті заслуги, також могли бути нагородженими цим орденом.
1926 року статут було змінено через завершення терміну: «Знаки ордена призначені для нагородження грецьких громадян, які відзначились у битвах за Вітчизну, військовослужбовців і цивільних осіб за заслуги перед Грецією, а також за виняткові заслуги. Допускається також нагородження іноземних громадян».

## Опис
Орден Спасителя має п'ять ступенів:
- Великий хрест (грец. Μεγαλόσταυρος)
- Великий командор (грец. Ανώτερος Ταξιάρχης)
- Командор (грец. Ταξιάρχης)
- Офіцер золотого хреста (грец. Χρυσούς Σταυρός)
- Лицар срібного хреста (грец. Αργυρούς Σταυρός)

Орден Спасителя має знак ордена й зірку ордена. Два старших ступені мають знак ордена й зірку ордена; три молодші ступені — тільки знак ордена.

## Знаки ордена
Знаки й зірки ордена Спасителя мають три типи: два королівських і один республіканський.
| Великий хрест                | Великий командорський хрест  | Командорський хрест          | Офіцерський хрест            | Лицарський хрест             |                              |
| Королівський орден Спасителя | Королівський орден Спасителя | Королівський орден Спасителя | Королівський орден Спасителя | Королівський орден Спасителя | Королівський орден Спасителя |
| ---------------------------- | ---------------------------- | ---------------------------- | ---------------------------- | ---------------------------- | ---------------------------- |
|                              |                              |                              |                              |                              |                              |
|                              |                              |                              |                              |                              |                              |
| Орден Спасителя              |                              |                              |                              |                              |                              |
|                              |                              |                              |                              |                              |                              |
|                              |                              |                              |                              |                              |                              |
|                              |                              |                              |                              |                              |                              |